# PHP-Fusion
PHP-Fusion er et PHP/MySQL-baseret CMS (Content Management System) udgivet under GNU/GPL-licensen. Det kan frit downloades fra den officielle supportside og anvendes gratis.
Af funktioner kan bl.a. nævnes fotoalbum, debatforum, gæstebog, artikelsystem, nyhedssystem, linkbase, mulighed for at installere mods1 og infusioner² og meget andet.
Systemet omfatter:
- Oprettelse af artikelkategorier ("kasser" til at placere tekster i)
- Oprettelse, redigering af artikler (alle former for tekster)
- Oprettelse af nyhedskategorier ("kasser" til at placere nyheder i)
- Oprettelse, redigering og datostyring af nyheder
- Kommentar- og vurderingsfunktion til nyheder og tekster
- Internt beskedsystem
- Billedstyring (import og anvendelse)
- Downloadfunktion (oprettelse af downloadkategorier og downloads)
- Replikboks (korte bemærkninger)
- Styring af brugere, brugerprofiler og brugergrupper

Den findes en dansk brugerhåndbog, der kan hentes på den danske supportside.

## Ekstern henvisning
- PHP-Fusion.dk Arkiveret 2. januar 2006 hos  Wayback Machine Den danske PHP-Fusion supportside
- PHP-Fusion.co.uk Den engelske officielle PHP-Fusion supportside

| Software | Spire Denne artikel om software og programmering er en spire som bør udbygges. Du er velkommen til at hjælpe Wikipedia ved at udvide den. |